# تپه قاجر قیه سی ۱
تپه قاجر قیه سی ۱ در شهرستان بوئین‌زهرا، بخش آوج، روستای چوبینه واقع شده و این اثر در تاریخ ۱۰ مهر ۱۳۸۰ با شمارهٔ ثبت ۴۱۰۵ به‌عنوان یکی از آثار ملی ایران به ثبت رسیده است.